# (4186) Tamashima
(4186) Tamashima ist ein Hauptgürtelasteroid, der am 18. Februar 1977 von den japanischen Astronomen Hiroki Kōsai und Kiichirō Furukawa am Kiso-Observatorium (IAU-Code 381) in Kiso am Berg Ontakeentdeckt wurde.
Der Asteroid wurde nach der ehemaligen japanischen Stadt Tamashima (heute: Kurashiki) benannt.